# Mercedes-Benz T 1
Der Mercedes-Benz T 1 ist ein Kleintransporter, der von 1977 bis 1995 gebaut wurde.
Nachfolger des T 1 wurde der vollkommen neu konstruierte Sprinter.

## Modellgeschichte

### Allgemeines
Bei dieser Fahrzeugreihe sind außer der internen Bezeichnung auch Baureihe TN und Bremer Transporter gebräuchlich, da das Fahrzeug bis 1984 im Werk Bremen gebaut wurde. Die offizielle Bezeichnung war damals Baumuster (BM) – heute offiziell Baureihe. Der TN wurde in 3 Baureihen unterteilt: Baureihe 601 (2,55–2,8 t), Baureihe 602 (3,2–3,5 t) oder Baureihe 611 (4,6 t). Der T 1 war der erste Kleintransporter, den Daimler-Benz selbst entwickelte, das Vorgängermodell Harburger Transporter ging auf eine Entwicklung von Tempo, später Hanomag-Henschel zurück, die Daimler-Benz 1970 übernommen hatte.
Der T 1 war größer als der VW-Transporter, Konkurrenten waren der VW LT und der Ford Transit.
Das Design des Fahrzeugs stammte von Stefan Heiliger. 2019 veröffentlichte Daimler ein Video, in dem Heiliger das Design des Fahrzeugs erläutert. Inspiration für die zu einem Pfeil zulaufenden Seitenlinien war der Arbeitstitel „Schnelltransporter“.
Die Produktion wurde 1983/84 schrittweise nach Düsseldorf verlegt und nach 18 Jahren 1995 eingestellt. Der indische Hersteller Force Motors (früher Bajaj Tempo) produziert das Fahrzeug auch heute noch optisch modifiziert als „Traveller“ (u. a. als Bus und Kastenwagen).

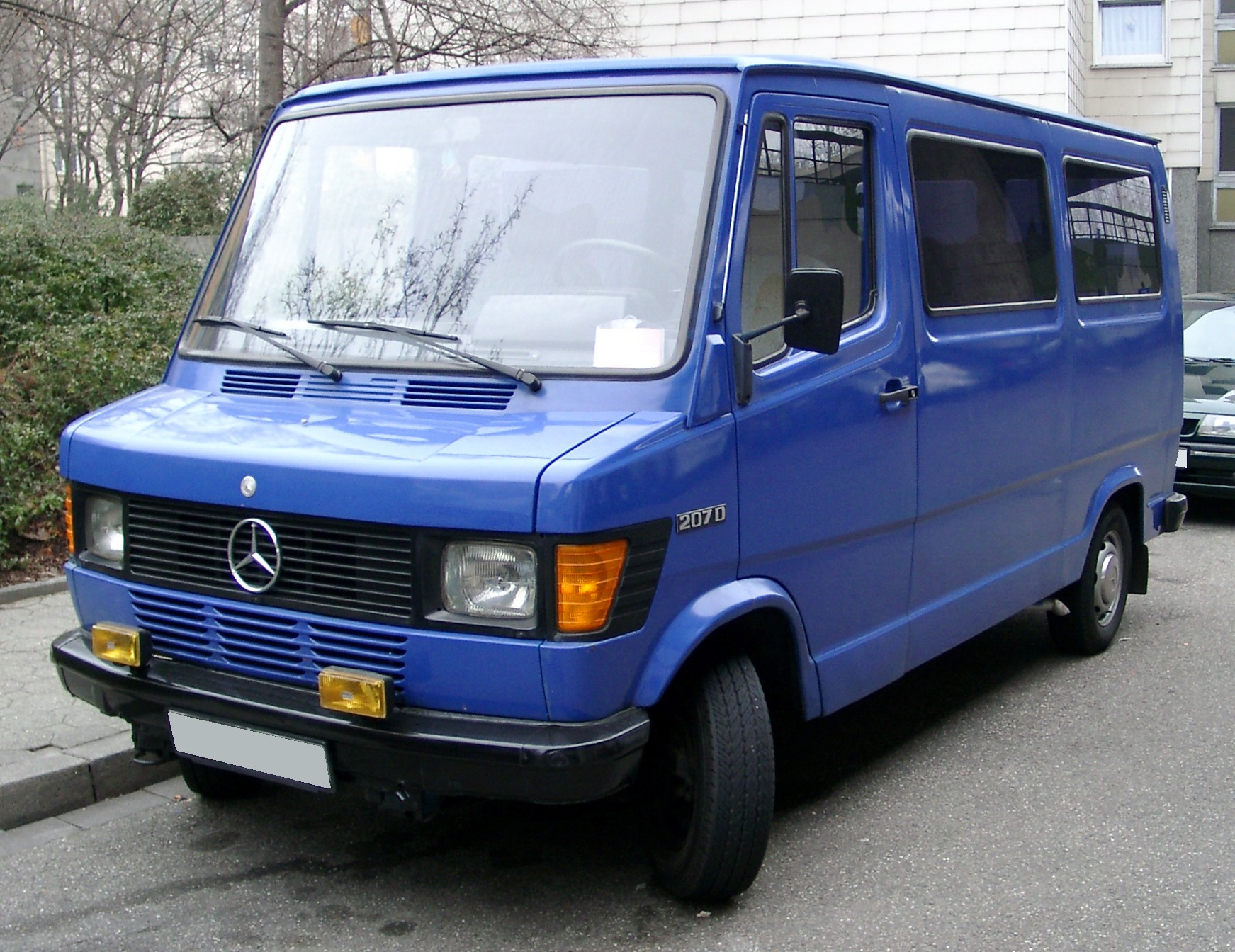
207 D
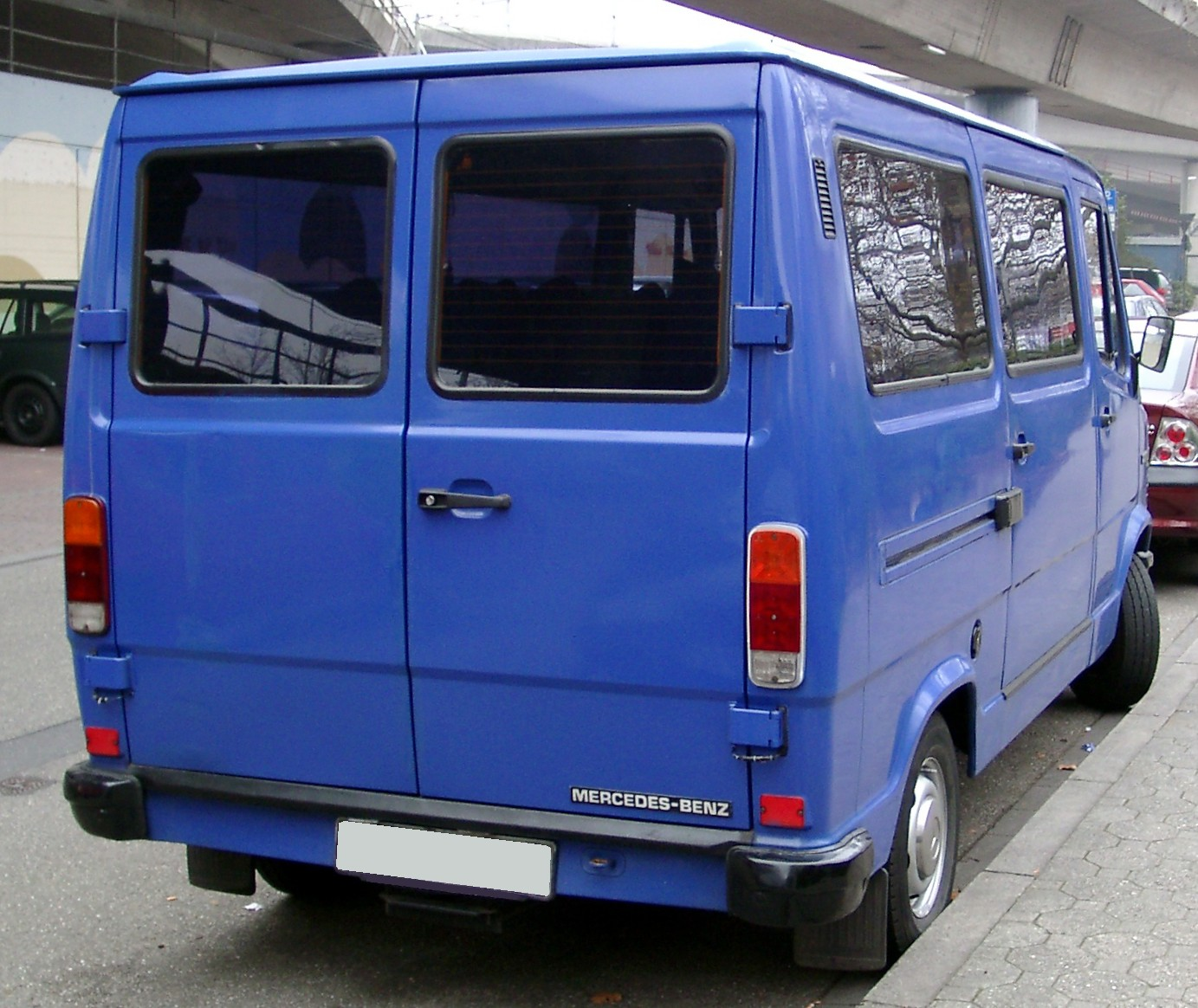
207 D
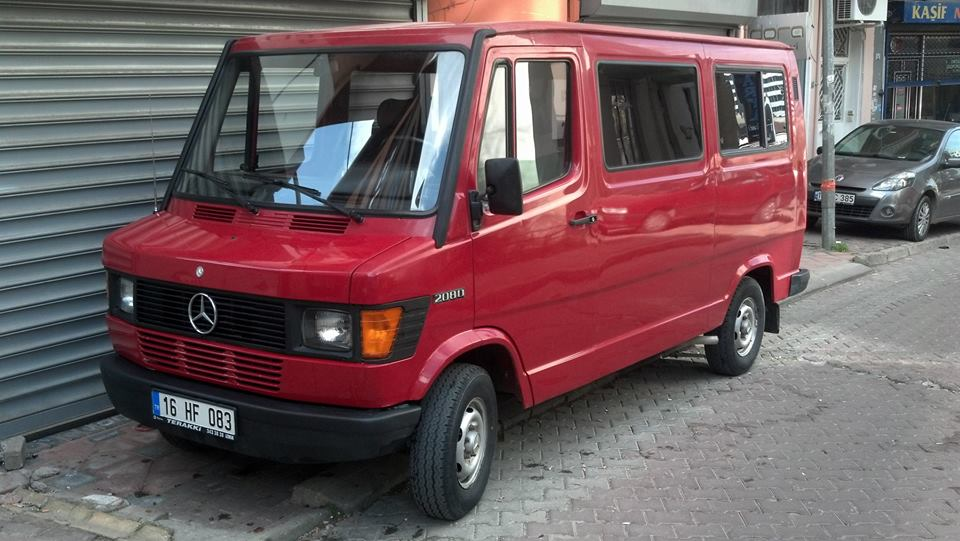
208 D
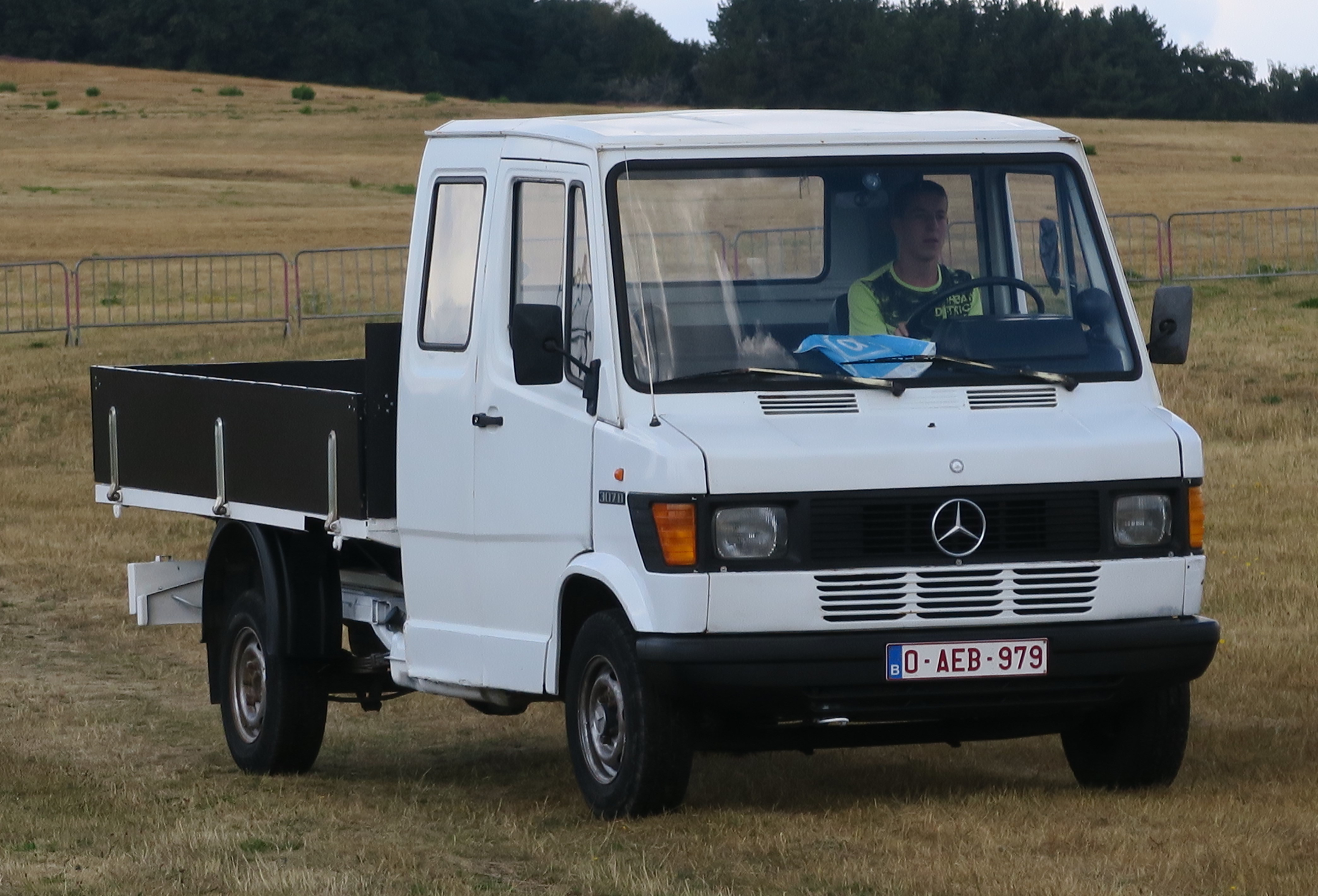
T 1 Pritsche mit Doppelkabine
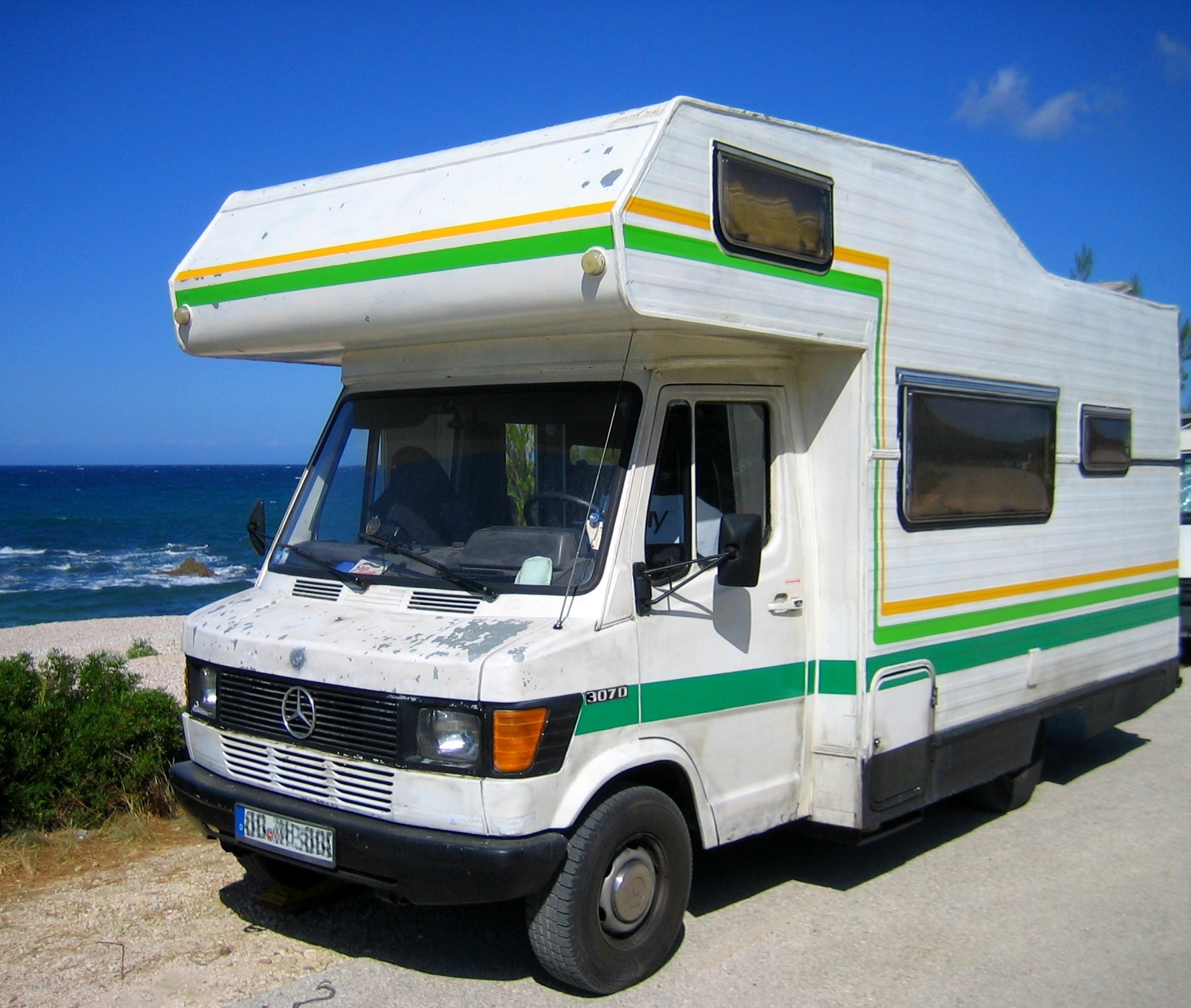
307 D mit Wohnmobil-Aufbau
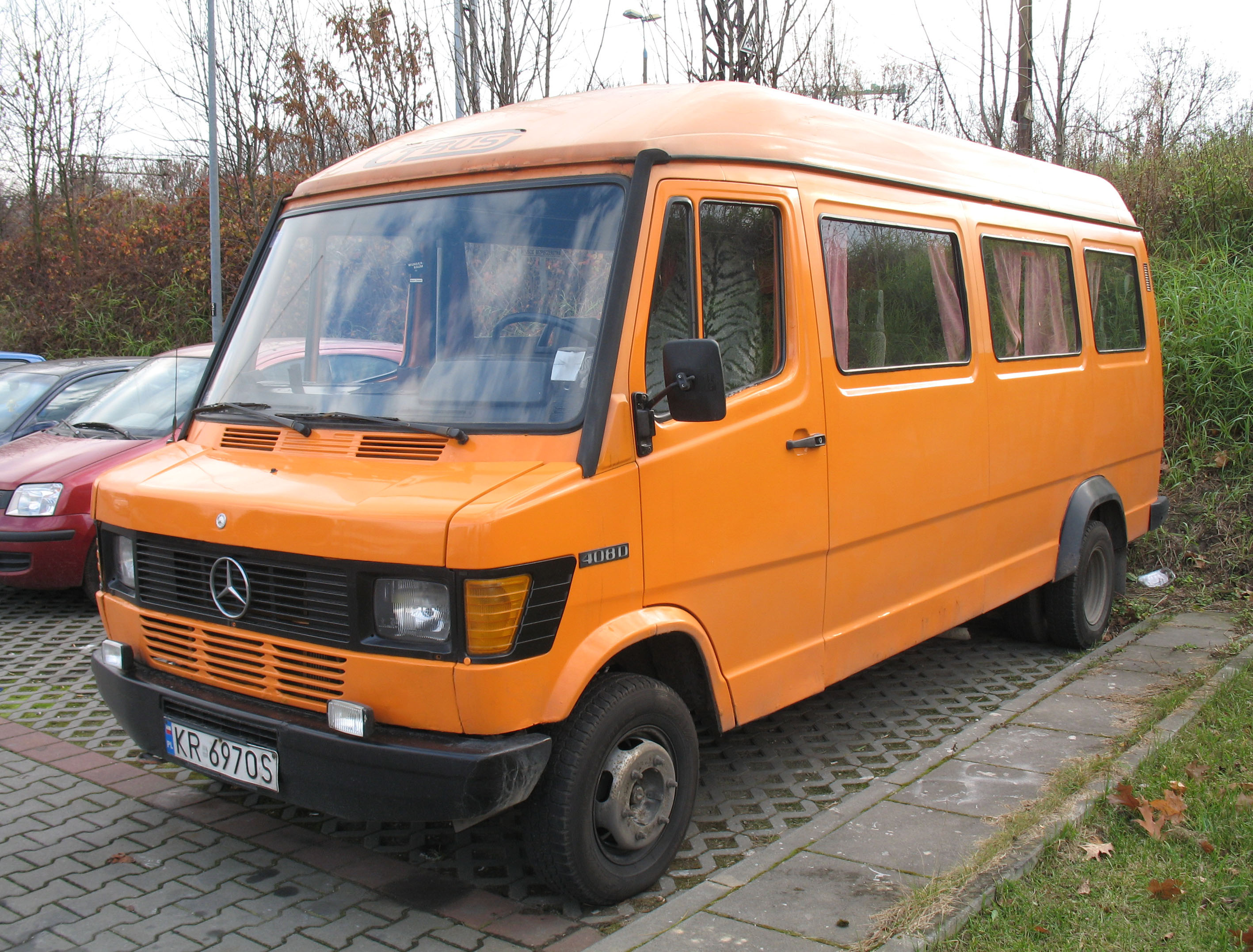
408 D
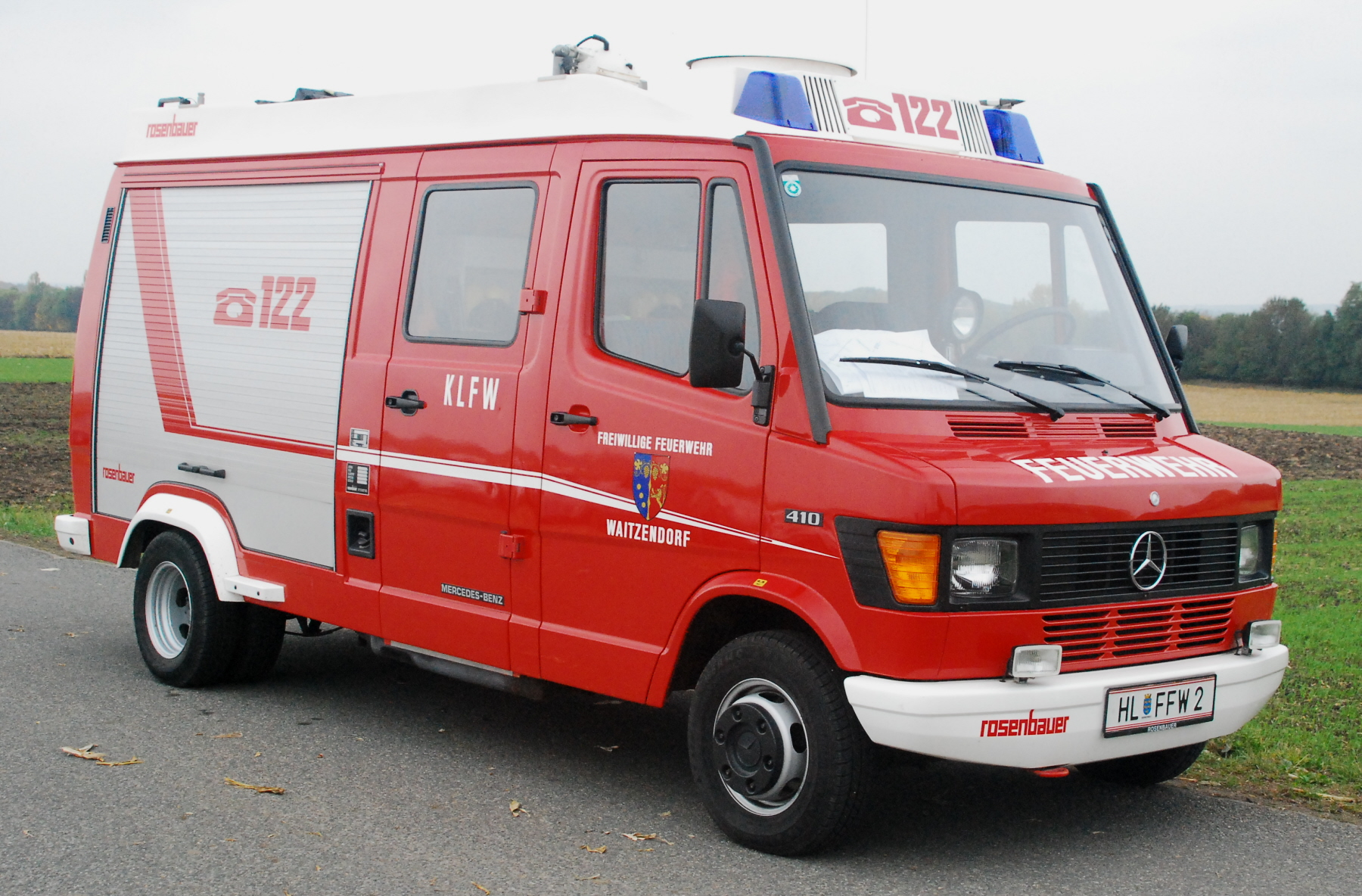
410

### Technik
Anders als der Harburger Transporter hatte der T 1 Hinterradantrieb und auch vorn eine Starrachse an Blattfedern. Die Spurweite wurde ganz erheblich verbreitert, vorne von 1372 mm auf 1600 mm und hinten von 1400 mm auf 1610 mm, wodurch sich auch die Straßenlage verbesserte. Die recht langen und weichen Blattfedern vorn waren als zweilagige Parabelfedern ausgeführt und hinten drei- bzw. vierlagige, zweistufige Trapezfedern. Für die Ausführung als Krankenwagen gab es eine noch milder wirkende Leichtlastfederung. An der Vorderachse gab es einen Querstabilisator. Die Zweikreisbremse mit HT-Aufteilung war vorn als Scheiben- und hinten als Trommelbremse ausgeführt, wobei es für unterschiedliche Gesamtmassen unterschiedlich große Bremstrommeln gab. Alle Ausführungen waren hinten mit einem lastabhängigen Bremskraftbegrenzer ausgestattet. Als Lenkgetriebe kam eine Kugelumlauflenkung zum Einsatz, optional mit Servolenkung.
Die Karosserie wurde mit einem für damalige Verhältnisse umfangreichen Korrosionsschutz versehen. Er bestand aus einer elektrophoretischen Tauchlackierung, mit Wachs ausgesprühten Hohlräumen bis zur Gürtellinie, zinkbeschichteten Blechen im Einstiegsbereich und einem PVC-Unterbodenschutz, der zusätzlich mit Wachs besprüht wurde. Auch auf Reparaturfreundlichkeit wurde geachtet: Unfallgefährdete Karosserieteile im Vorbau wurden verschraubt und der Ein- und Ausbau des Motors war relativ einfach. Die mittlere Grillpartie konnte durch Lösen einiger Schrauben mitsamt der Scheinwerfer hochgeklappt werden, sodass eine gute Zugänglichkeit für Wartungsarbeiten bestand.

### Ausführungen
Der T 1 wurde als Kastenwagen, Kombi I, Kombi II, Kleinbus, Pritschenwagen, Kipper und Chassis ohne Aufbau, teilweise auch ohne komplettes Fahrerhaus angeboten. Maximal standen drei unterschiedliche Radstände, nämlich 3,05 m, 3,35 m und 3,70 m, zur Verfügung. Das zulässige Gesamtgewicht reichte von 2,55 t bis 4,6 t, der Antrieb erfolgte wahlweise durch Otto- oder Dieselmotoren. Auch als Wohnmobil wurde der T 1 verwendet. Von Mercedes-Benz selbst angeboten wurde der von Westfalia ausgebaute James Cook.
Die Typenbezeichnungen entsprechen dem Schema, das Mercedes-Benz auch bei größeren Lastkraftwagen anwendet und setzen sich aus dem (abgerundeten) zulässigen Gesamtgewicht und der (ungefähren) Leistung in PS zusammen. So hatte ein 207 D bis 2,8 t Gesamtgewicht und 72 PS und ein 409 D bis 4,6 t Gesamtgewicht und 88 PS. Die 4er-Fahrzeuge sind an der zwillingsbereiften Hinterachse erkennbar und waren nur mit mittlerem und langem Radstand lieferbar.

## Motoren
|                                                                     | Motortyp (Motorbaumuster) | Zylinder      | Hubraum             | Leistung                                                 | Drehmoment               | Bauzeit                   |
| Dieselmotoren                                                       | Dieselmotoren             | Dieselmotoren | Dieselmotoren       | Dieselmotoren                                            | Dieselmotoren            | Dieselmotoren             |
| ------------------------------------------------------------------- | ------------------------- | ------------- | ------------------- | -------------------------------------------------------- | ------------------------ | ------------------------- |
| 207 D / 307 D / 407 D                                               | OM 616 (616.917/913/934)  | Reihe 4       | 2404 cm³            | 48 kW (65 PS) bei 4200/min                               | 137 Nm bei 2400/min      | 1977–1982                 |
| 207 D / 307 D                                                       | OM 615 (615.944)          | Reihe 4       | 1988 cm³            | 40 kW (55 PS) bei 4200/min                               | 113 Nm bei 2400/min      | 8/1977–10/1985***         |
| 207 D / 307 D / 407 D                                               | OM 616 (616.937/939)      | Reihe 4       | 2399 cm³            | 53 kW (72 PS) bei 4400/min                               | 137 Nm bei 2400/min      | 1982–1988 (407 D ab 1981) |
| 208 D / 308 D / 408 D                                               | OM 601 (601.940)          | Reihe 4       | 2299 cm³            | 58 kW (79 PS) bei 3800/min [60 kW (82 PS) bei 4000/min]* | 157 Nm bei 2000–2800/min | 1988–1995                 |
| 209 D / 309 D / 409 D                                               | OM 617 (617.913)          | Reihe 5       | 2998 cm³            | 65 kW (88 PS) bei 4400/min                               | 172 Nm bei 2400/min      | 1982–1988 (409 D ab 1981) |
| 209 D / 309 D / 409 D                                               | OM 602 (602.???)          | Reihe 5       | 2497 cm³            | 66 kW (90 PS) bei 4600/min                               | 154 Nm bei 2400–2600/min | 1988–1993**               |
| 210 D / 310 D / 410 D                                               | OM 602 (602.940)          | Reihe 5       | 2874 cm³            | 70 kW (95 PS) bei 3800/min [72 kW (98 PS) bei 4000/min]* | 192 Nm bei 2400–2600/min | 1988–1995                 |
| Ottomotoren                                                         |                           |               |                     |                                                          |                          |                           |
| 208 / 308                                                           | M 115 (115.955/972)       | Reihe 4       | 2307 cm³            | 63 kW (85 PS) bei 4800/min                               | 160 Nm bei 2000/min      | 1977–1982                 |
| 210 / 310 / 410                                                     | M 102 (102.942/945)       | Reihe 4       | 2299 cm³            | 70 kW (95 PS) bei 5200/min                               | 170 Nm bei 2500/min      | 1982–1988                 |
| 210 / 310 / 410                                                     | M 102 (102.946)           | Reihe 4       | 2298 cm³            | 77 kW (105 PS) bei 5100/min                              | 182 Nm bei 2000–2700/min | 1988–1995                 |
| Elektrofahrzeug (als Kleinserie, u. a. für die Deutsche Bundespost) |                           |               |                     |                                                          |                          |                           |
| 307 E                                                               |                           | Elektromotor  | 30 kW (2 × 90 Volt) |                                                          |                          | ca. 1978–1980             |

* Fahrzeuge mit Automatikgetriebe

** Nur für Belgien

*** Nur für Italien.

## Trivia
Ab etwa 1978 wurde eine Kleinserie als Elektrofahrzeug für einen Großversuch aufgelegt. Hauptkunde war u. a. die Deutsche Bundespost für den Betrieb auf Helgoland.
Die Porsche AG stellte als Prototypen und im Auftrag des Bundesministeriums für Forschung und Technik 1977 einen „Rettungswagen der Zukunft“ auf Basis des T1 her. Die Bezeichnung des Rettungssystems „SAVE“ setzt sich aus den Anfangsbuchstaben des Projekttitels „Schnelle, ambulante, vorklinische Erstversorgung“ zusammen. Der Wagen bestand im Wesentlichen aus dem Trägerfahrzeug und einer sogenannten Rettungseinheit, welche vom Fahrzeug entkoppelt per Bahn oder Hubschrauber separat transportiert und mit anderen Einheiten zu einem Mini-Klinikum verbunden werden konnte.